# Ernesto Schlegel
Ernesto Schlegel (* 1923 in Altstätten SG Schweiz; † 5. November 1997 in Altstätten SG Schweiz) war ein Schweizer Koch.

## Leben
Vor 1952 kochte Schlegel u. a. im Palace Hotel in St. Moritz und im Claridge's Hotel in London. An seiner letzten, längsten Auslandstation vor seiner definitiven Rückkehr nach Bern, Schweiz, war Schlegel als Küchenchef im Hotel Ritz in Barcelona (1952–1959) tätig.
Von 1959 bis 1976 Küchenchef war Schlegel im Hotel Schweizerhof in Bern. Bei ihm lernte dort unter anderem Dieter Müller (1971).
Von 1976 bis 1990 führte er zusammen mit seiner Gattin Mengi das Feinschmeckerrestaurant Du Théâtre im Hôtel de Musique in Bern, dem er zu internationalem Ruf verhalf:

„Das Handwerk lernte ich ... bei ... dem legendären Don Ernesto Schlegel, der damals im Du Théâtre wirkte und der wohl berühmteste Küchenchef der Schweiz war.“

Auch Franz Feckl war 1977 im Du Theatre sein Schüler.
Ab 1966 war er Vizepräsident und von 1968 bis 1984 dann Präsident des Cercle des Chefs de Cuisine Berne (CCCB). 1986 veröffentlichte er sein Kochbuch mit dem Titel «Feu sacré – Ein Leben für die Kochkunst». Er kochte die klassische französische Küche.

## Privates
Sein Bruder Otto Schlegel (1920–2017) war ebenfalls Küchenchef. Er kochte 30 Jahre im Gstaad Palace (im Winter) und Palace Luzern (im Sommer). Auch deren Geschwister Fidel und Ida wie auch Ottos Sohn Othmar Schlegel (* 1951) waren Küchenchefs.
Ernesto Schlegel starb 1997 nach schwerer Krankheit.

## Ehrungen
1969 erhielt er die Ehrenmitgliedschaft des israelischen Kochverbandes, 1970 die der Meistervereinigung Gastronom Baden-Württemberg und des japanischen Kochverbands, 1972 die des Kochklubs Gastronom Hamburg e.V., 1973 die Ehrenmitgliedschaft des CCCB mit Verdiensturkunde sowie 1978 die Ehrenmitgliedschaft des Österreichischen Kochverbandes (ÖKV). Am 22. März 1982 wurde ihm durch die französische Regierung das Ritterkreuz («Chevalier») des Ordre du Mérite agricole verliehen. Nach seinem Rücktritt als CCCB-Präsident wurde 1984 ihm die Ehrenpräsidentschaft der Organisation verliehen. 1987 erhielt er vom Club Prosper Montagné den «Grand Prix de la Gastronomie». Am 6. Januar 1989 wurde er Ehrenmitglied des Verband der Köche Deutschlands und erhielt am 18. September des gleichen Jahres die Mitgliedschaft des Stuttgarter Kochkollegs.

## Werke
- Feu sacré – Ein Leben für die Kochkunst. 1986, ISBN 978-3-7165-0526-7.